# Domício Proença Júnior
Domício Proença Júnior (Rio de Janeiro, 1960) é um professor, escritor pesquisador, palestrista e consultor brasileiro. É um especialista brasileiro em Estudos Estratégicos. Escreveu diversos livros, principalmente na área de Estudos Estratégicos e Defesa Nacional. Entre suas áreas de interesse estão os WarGames.

## Biografia
Filho de Domício Proença Filho (ocupante da cadeira 28 da Academia Brasileira de Letras). Em 1978 ingressou na Escola de Engenharia da UFRJ, na mesma época de Marcelo Madureira, Beto Silva, Helio de la Peña,  e Mário Furley Schmidt. Concluíu o curso de Engenharia de Produção pela UFRJ e o Mestrado em Política de Ciência e Tecnologia pela Coppe/UFRJ em 1987. Por ocasião dos conflitos da Guerra das Malvinas e da crise Iraque-EUA concedeu entrevistas a TV Manchete. Em 1994, doutorou-se em Engenharia de Produção, em Estudos Estratégicos também na UFRJ. É recipiente da Ordem do Mérito da Defesa. Atualmente é docente do Programa de Engenharia de Produção da COPPE/UFRJ.

## Publicações
- Proença Júnior, Domício (organizador) (1994). Indústria bélica brasileira. Ensaios. Rio de Janeiro: Grupo de Estudos Estrategicos, Forum de Ciencia e Cultura da UFRJ. 241 páginas. ISBN 85-7108-107-7
- Proença Júnior, Domício; Diniz, Eugenio (1998). Politica De Defesa No Brasil: Uma Analise Critica. Rio de Janeiro: Humanidades, UNB. 152 páginas. ISBN 85-230-0513-7
- Proença Júnior, Domício;Diniz, Eugenio;Raza, Salvador Ghelfi (1999). Guia de Estudos de Estrategia. Rio de Janeiro: Jorge Zahar. 188 páginas. ISBN 85-7110-497-2
- Brigagão, Clovis; Proença Júnior, Domício (2002). O Brasil e o Mundo. Novas Visões. Rio de Janeiro: F. Alves. ISBN 978-85-2650456-1
- Brigagão, Clovis; Proença Júnior, Domício (2002). Concertacao Multipla: A Insercao Internacional De Seguranca Do Brasil. Rio de Janeiro: F. Alves. ISBN 85-265-0456-8
- Brigagao, Clovis; Proença Júnior, Domício (2004). Paz e Terrorismo. Rio de Janeiro: Hucitec. ISBN 85-271-0657-4
- Brigagao, Clovis; Proença Júnior, Domício (2004). Panorama Brasileiro De Paz E Seguranca. Rio de Janeiro: Hucitec. 382 páginas. ISBN 85-271-0654-X
- Valladao, Alfredo; Brigagao, Clovis; Proença Júnior, Domício; Cruz, Ademar Seabra da; Guimaraes, Gabrielle (2005). Paz E Terrorismo. Textos Do Seminario Desafios Para a Politica De Seguranca Internacional Missoes De Paz Da ONU, Europa E Americas. Rio de Janeiro: Hucitec. 382 páginas. ISBN 85-271-0657-4
- Proença Júnior, Domício & Duarte, Érico Esteves (2007). Os estudos estratégicos como base reflexiva da defesa nacional. Revista Brasileira de Política Internacional, vol. 50, nº 1, p. 29-46. http://www.scielo.br/pdf/rbpi/v50n1/a02v50n1.pdf
- Alsina Júnior, João Paulo Soares(organizador); Jobim, Nelson A.(organizador); Etchegoyen, Sergio W. (organizador); Proença Júnior, Domício (autor de seção) (2010). Segurança internacional: perspectivas brasileiras. Rio de Janeiro: FGV. 648 páginas. ISBN 978-85-225-0835-8